# Sikorsky CH-53E Super Stallion
Sikorsky CH-53 Super Stallion — тяжёлый вертолёт, эксплуатируемый вооруженными силами США . Как и Sikorsky S-80, он был разработан на основе CH-53 Sea Stallion, разработан в 1970 году, в основном за счет установки третьего двигателя, добавления седьмой лопасти к несущему винту и наклона рулевого винта на 20 °. CH-53E планируется заменить вертолётом Sikorsky CH-53K King Stallion, который имеет новые двигатели, новые композитные лопасти несущего винта и более широкую кабину.

## Конструкция
Несмотря на схожие размеры, трёхмоторный CH-53E Super Stallion является гораздо более мощным вертолётом, чем оригинальный Sikorsky S-65, двухмоторный CH-53A Sea Stallion. У CH-53E также добавлена седьмая лопасть к несущему винту. CH-53E был разработан для перевозки до 55 военнослужащих с установкой сидений по средней линии кабины или 13 610 кг груза и может нести на внешней подвеске до 16 330 кг. При установке амортизирующих сидений, с MV-22B для повышения выживаемости пассажиров, вместимость уменьшается до 30 человек. Максимальная скорость вертолёта — 278 км/ч и запас хода — 1000 км. Вертолёт оснащён выдвигающейся вперёд штангой для дозаправки в полёте. Может нести три пулемёта, один у двери экипажа по правому борту; один у левого окна, сразу за вторым пилотом; и один на хвостовой аппарели.
MH-53E оснащён увеличенными боковыми топливными баками и приспособлен для буксировки различного трального и боевого снаряжения над морскими минами. Модификация Sea Dragon может быть оборудована как для траления мин, так и для грузовых и пассажирских перевозок. Его цифровая система управления полётом включает в себя функции, специально разработанные для облегчения буксировки тралов. Для противодействия вражеской ПВО на CH-53E установлены отстреливаемые тепловые ловушки и кассеты с дипольными отражателями.
Кроме того, CH-53E был модернизирован и теперь включает вертолётную систему ночного видения, улучшенные пулемёты калибра 12,7 × 99 мм НАТО GAU-21/A и M3P, а также тепловизор переднего обзора (англ: Forward-looking infrared (FLIR)) AAQ-29A.
CH-53E, MH-53E и CH-53K являются самыми большими вертолётами «западном мире». Они занимают четвёртое место[уточнить] в мире после советских/российских вертолётов В-12, Ми-26 и Ми-6.

## Модификации
YCH-53E
Военное обозначение США для двух прототипов Sikorsky S-65E (позже S-80E).
CH-53E Super Stallion
Военное обозначение США для тяжёлого транспортного варианта S-80E для ВМС и Корпуса морской пехоты США, построено 170 штук.
MH-53E Sea Dragon
Военное обозначение США для варианта вертолёта противоминной защиты С-80М для ВМС США, построено 50 штук.

## Технические характеристики CH-53E
Общие характеристики
- Экипаж: 5 человек: 2 пилота, 1 командир экипажа/правый стрелок, 1 левый стрелок, 1 хвостовой стрелок (боевой расчёт)
- Вместимость: 37 военнослужащих со складными брезентовыми сиденьями по умолчанию, 55 военнослужащих с добавленным центральным рядом и 31 военнослужащий с новыми сиденьями с защитой от ударов. Внутренняя полезная нагрузка: 14 515 кг; Внешняя полезная нагрузка: 16 329 кг
- Длина: 30,188 м
- Высота: 8,46 м
- Пустой вес: 15 071 кг
- Максимальный взлётный вес: 33 339 кг
- Силовая установка: 3 турбовальных двигателя General Electric T64-GE-416 / GE-416A / GE-419 мощностью 4380 л. с. (3270 кВт) каждый
- Диаметр несущего винта: 24,08 м
- Площадь несущего винта: 460 м 2 Sikorsky SC1095[3]

Производительность
- Максимальная скорость: 170 узлов (200 миль/ч, 310 км/ч)
- Крейсерская скорость: 150 узлов (170 миль/ч, 280 км/ч)
- Воздушная скорость : 170 узлов (200 миль/ч, 310 км/ч)
- Дальность: 540 миль (620 миль, 1000 км)
- Боевая дальность: 180 морских миль (210 миль, 330 км)
- Дальность перегона: 990 морских миль (1140 миль, 1830 км)
- Практический потолок: 5600 м
- Скороподъемность: 13 м/с

Вооружение
- Оружие:
  - 2 × .50 BMG (12,7 x 99 мм) оконных пулеметов GAU-21
  - 1 × .50 BMG (12,7 x 99 мм) рамповая система вооружения, GAU-21 (установленный пулемет М3М)
- Другое: тепловые ловушки и дипольные отражатели

## Аварийность
MH-53E Sea Dragon является вертолётом ВМС США с самым высоким уровнем аварийности:
В период с 1969 по 1990 год в авариях с участием CH-53A, CH-53D и CH-53E погибли более 200 военнослужащих. с 1984 по 2008 год количество аварий класса А, означающих серьёзные повреждения или гибель людей, составляло 5,96 на 100 000 летных часов, что более чем в два раза превышает средний показатель для вертолётов ВМФ (2,26). Независимое расследование сообщило, что в период с 1984 по 2019 год 132 человека погибли в авариях на версиях этого вертолета для ВМФ и морской пехоты. В иске 2005 года утверждалось, что с 1993 года на вертолётах Super Stallion по меньшей мере 16 пожаров в полете или термальных происшествий были связаны с двигателем номер два .Также утверждалось, что надлежащие изменения не были внесены, а экипажи не были проинструктированы о порядке действий аварийной ситуации.

## Галерея

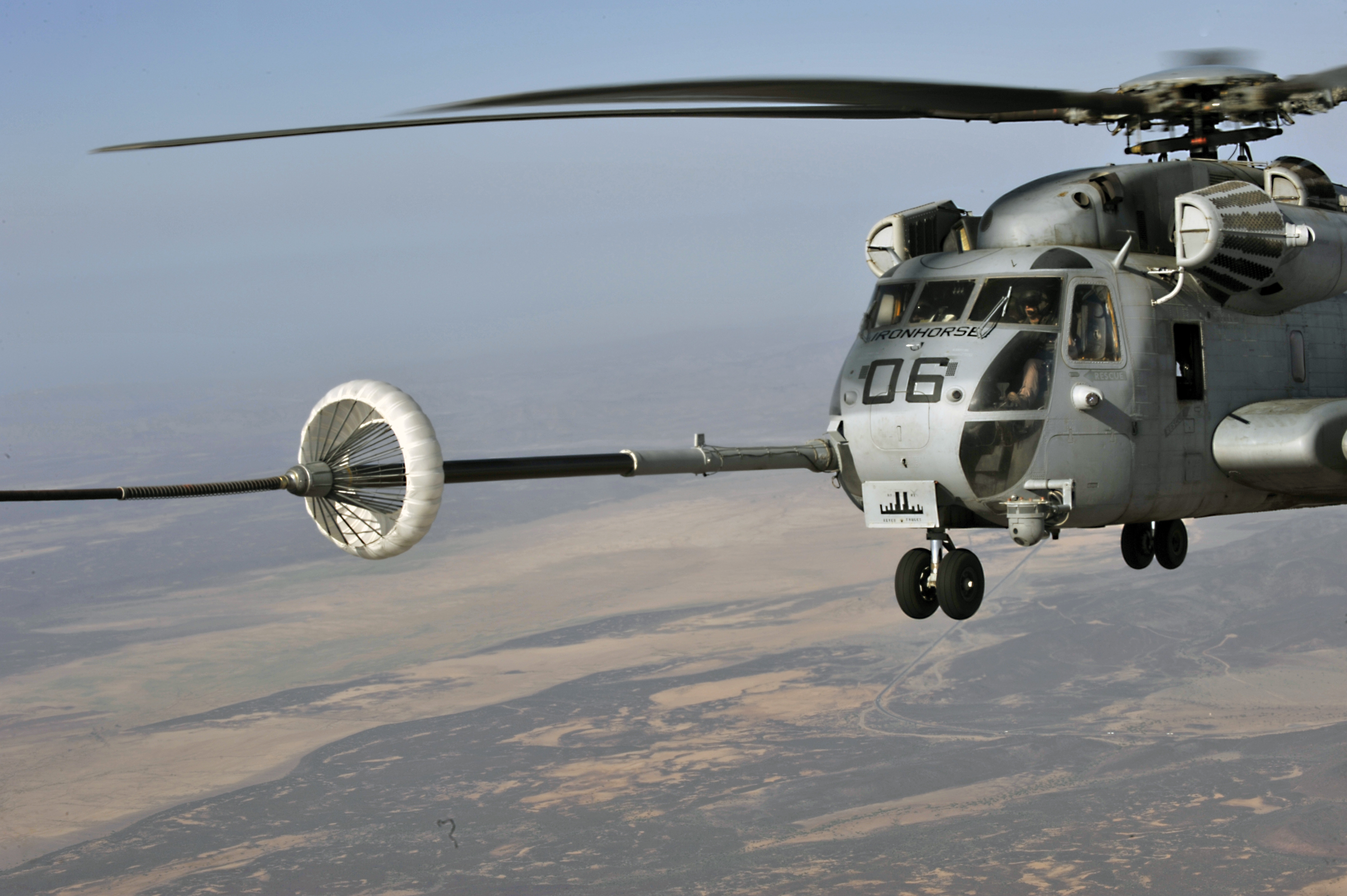
CH-53E Super Stallion. Дозаправка в воздухе
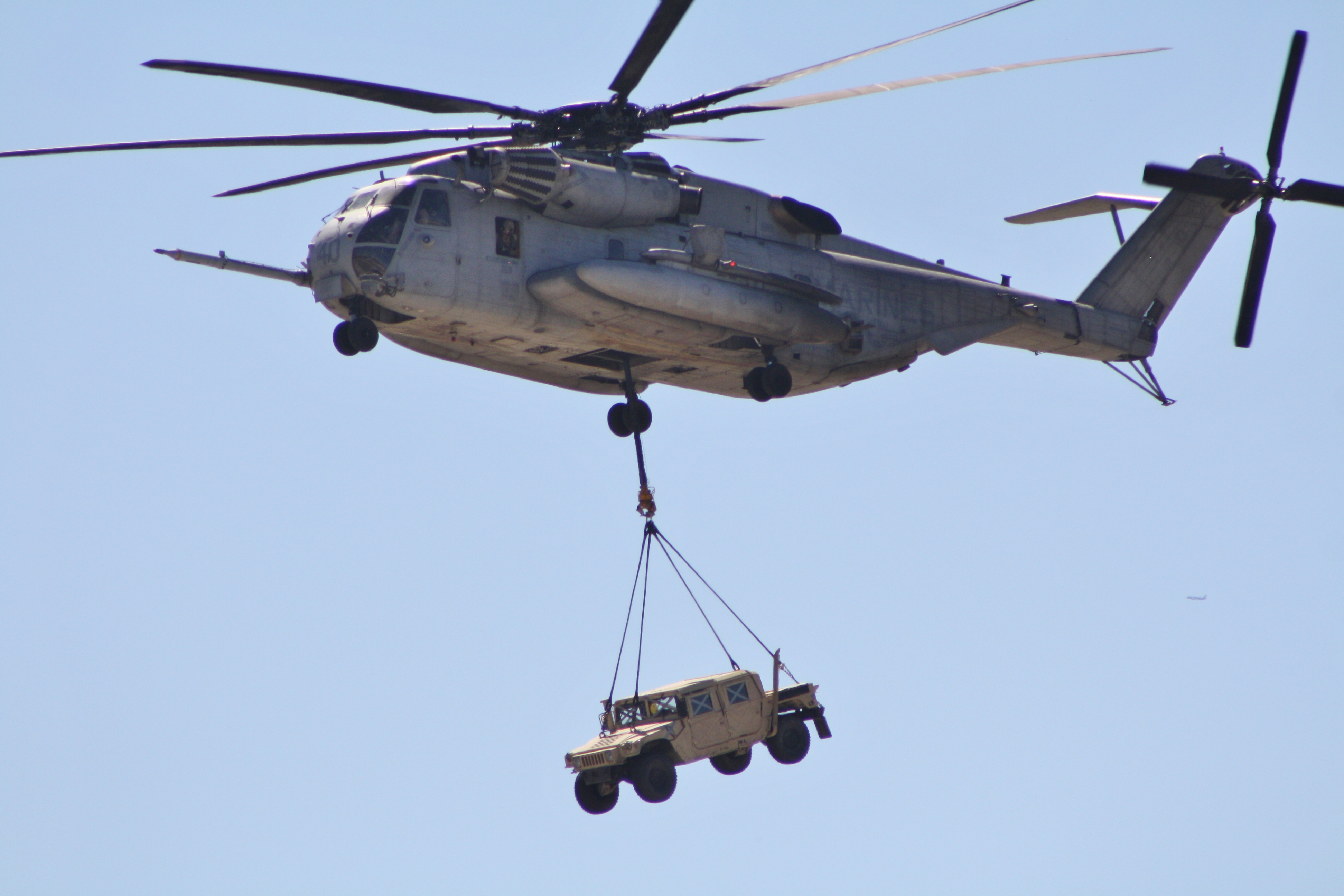
CH-53E Super Stallion перевозит HMMWV на внешней подвеске
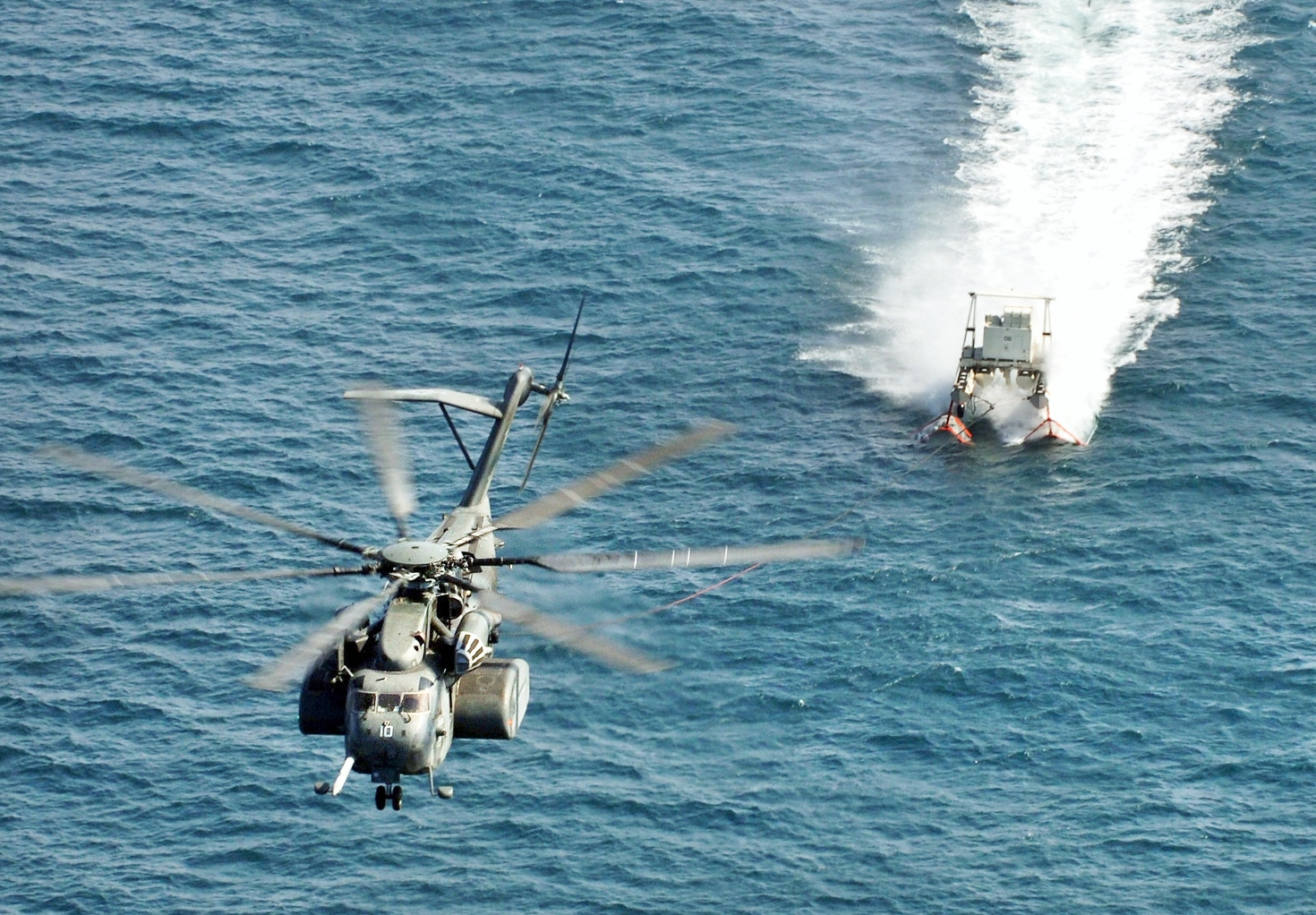
CH-53E Super Stallion буксирует трал MK105
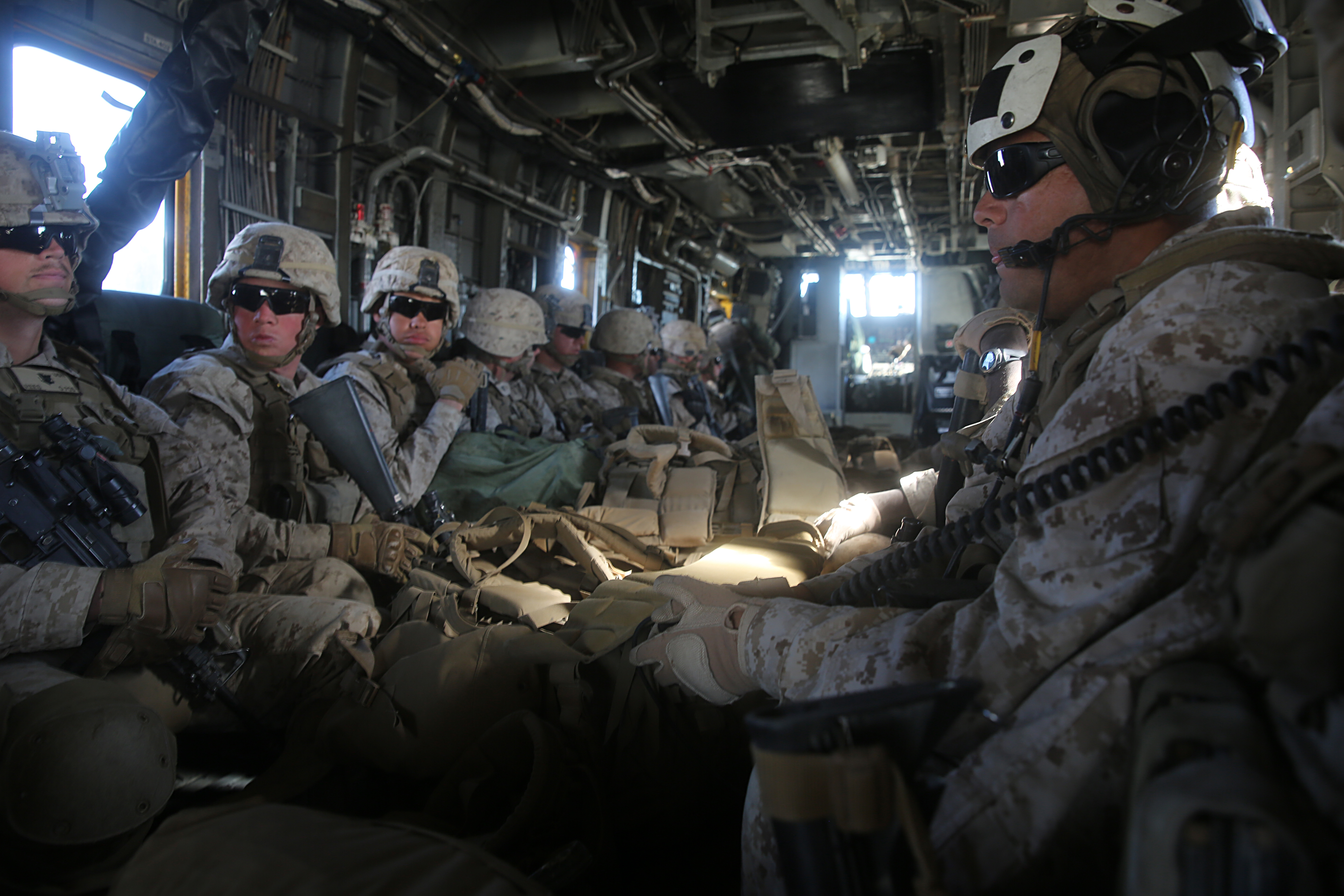
Морские пехотинцы США внутри CH-53E Super Stallion.
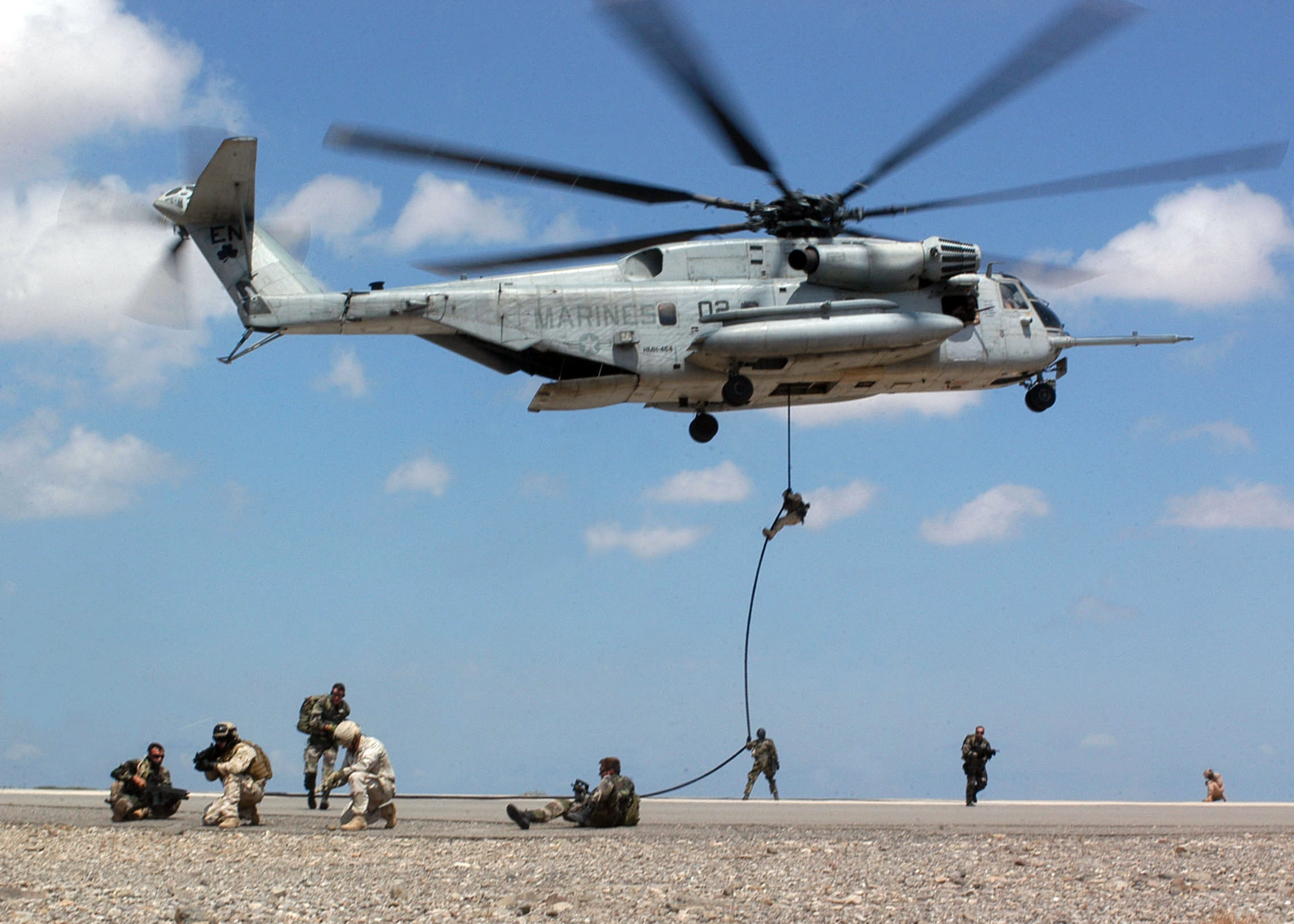
CH-53E Super Stallion. Высадка десанта без посадки.